# 趙德欽
江國公趙德欽（974年—1004年7月7日），字丕從，祖籍涿郡（今河北省保定市清苑縣）人，宋朝宗室、魏悼王趙廷美的第六子。

## 生平
趙德欽早年跟隨父親趙廷美被徙置房陵，淳化元年（990年），朝廷授他右屯衞將軍一職，後曾任右羽林將軍。
景德元年（1004年），趙德欽去世，贈封雲州觀察使，追封雲中侯，後來改為忠正軍節度使，追封江國公。

## 家族

### 祖父母
- 趙弘殷，宋宣祖昭武皇帝
- 昭憲太后杜氏

### 父母
- 趙廷美，魏悼王
- 张氏，楚國夫人，張令鐸女

### 子女
- 趙承遵，樂安侯